# 風飛鯊4：鯊力覺醒
《風飛鯊4：鯊力覺醒》（英語：Sharknado: The 4th Awakens）是一部2016年美國災難電視電影，由安東尼·費蘭提執導。本片為2015年電視電影《風飛鯊3》的續集兼《風飛鯊》系列電影的第四部。由伊恩·齊爾林、泰拉·蕾德、萊恩·紐曼、瑪歇娜·盧莎和大衛·赫索霍夫主演。
電影2016年7月31日在Syfy頻道播出。該片名和海報是致敬2015年的科幻電影《STAR WARS：原力覺醒》。

## 劇情
故事敘述芬恩在艾波於前集死亡後，他們的新兒子吉爾已五歲。因「太空X」（Astro-X）的負責人雷諾斯研發的脈衝技術，使得已經五年沒有風飛鯊現象，所以名為「Shark World」的主題公園也為此開幕；但未料，風飛鯊再度出現於拉斯維加斯時，雷諾斯的脈衝儀器對其竟不起作用，迫使芬恩再次拿起電鋸奮戰。

## 演員
- 伊恩·齊爾林飾演芬利·艾倫·「芬恩」·謝波德（Finley Allan "Fin" Shepard）：前衝浪手，在經歷數次風飛鯊事件後成了名人，喜愛以電鋸砍鯊魚。
- 泰拉·蕾德飾演艾波·黛恩·韋克斯勒-謝波德（April Dawn Wexler-Shepard）[3]：芬恩的前妻，失去的左手掌被改造成武器。
- 萊恩·紐曼飾演克勞迪婭·謝波德（Claudia Shepard）：芬恩和艾波的女兒。
- 大衛·赫索霍夫飾演吉爾伯特·格雷森·謝波德（Gilbert Grayson Shepard）：芬恩的父親和前NASA上校。
- 瑪歇娜·盧莎飾演潔蜜米（Gemini）：芬恩的表妹。
- 寇帝·林利[註 1]飾演麥特·謝波德（Matt Shepard）：芬恩和艾波的兒子。
- 伊蔓妮·哈基姆（英语：Imani Hakim）飾演蓋布爾／蓋比（Gabrielle "Gabby"）：麥特的女友。
- 蓋瑞·布希飾演威爾福德·「威利」·韋克斯勒（Wilford "Willie" Wexler）：艾波的父親。
- 湯米·戴維森（英语：Tommy Davidson）飾演亞斯頓·雷諾斯（Aston Reynolds）：有遠見的太空X創始人。
- 克里斯多夫·西恩＆尼可拉斯·西恩飾演小吉爾·謝波德（Little Gil Shepard）
- 安東尼·羅傑斯飾演吉爾·謝波德（Gil Shepard）
- 凱莉·凱根飾演馬丁代爾主管（Supervisor Martindale）

### 客串
- 文斯·尼爾（英语：Vince Neil）飾演他自己
- 加里·赫伯特飾演他自己
- 史黛西·戴許（英语：Stacey Dash）飾演珊德拉·曼斯菲爾德（Sandra Mansfield）：芝加哥市長。
- 杜安·查普曼（英语：Duane Chapman）飾演電鋸商人
- 史提夫·賈騰柏格飾演柯爾頓·韋斯特（Colton West）：芬恩的朋友，克莉絲汀的車主[註 2]。
- 安東尼·費蘭提（英语：Anthony C. Ferrante）飾演芬威克（Fennick）
- 明迪·羅賓遜飾演安妮（Annie）
- 黛安娜·泰拉諾娃飾演鹽湖城會場主持

## 附註
1. ↑  取代了第一集的恰克·辛廷格演出。
2. ↑  同時也是《岩漿毒蛛》的主角，在劇中他曾提到正忙著殺蜘蛛。

## 外部連結
- 官方网站
- 互联网电影数据库（IMDb）上《風飛鯊4：鯊力覺醒》的资料（英文）
- Metacritic上《風飛鯊4：鯊力覺醒》的資料（英文）
- 爛番茄上《風飛鯊4：鯊力覺醒》的資料（英文）